# 교향곡 2번 (본 윌리엄스)
《교향곡 2번 사장조 ‘런던’》(Symphony No.2 in G major ‘London’)은 본 윌리엄스가 1912년부터 1913년까지 작곡한 2번째 교향곡이다. 초고가 분실되었으나 복원했고 1918년부터 1953년까지 여러차레 개정을 했다.

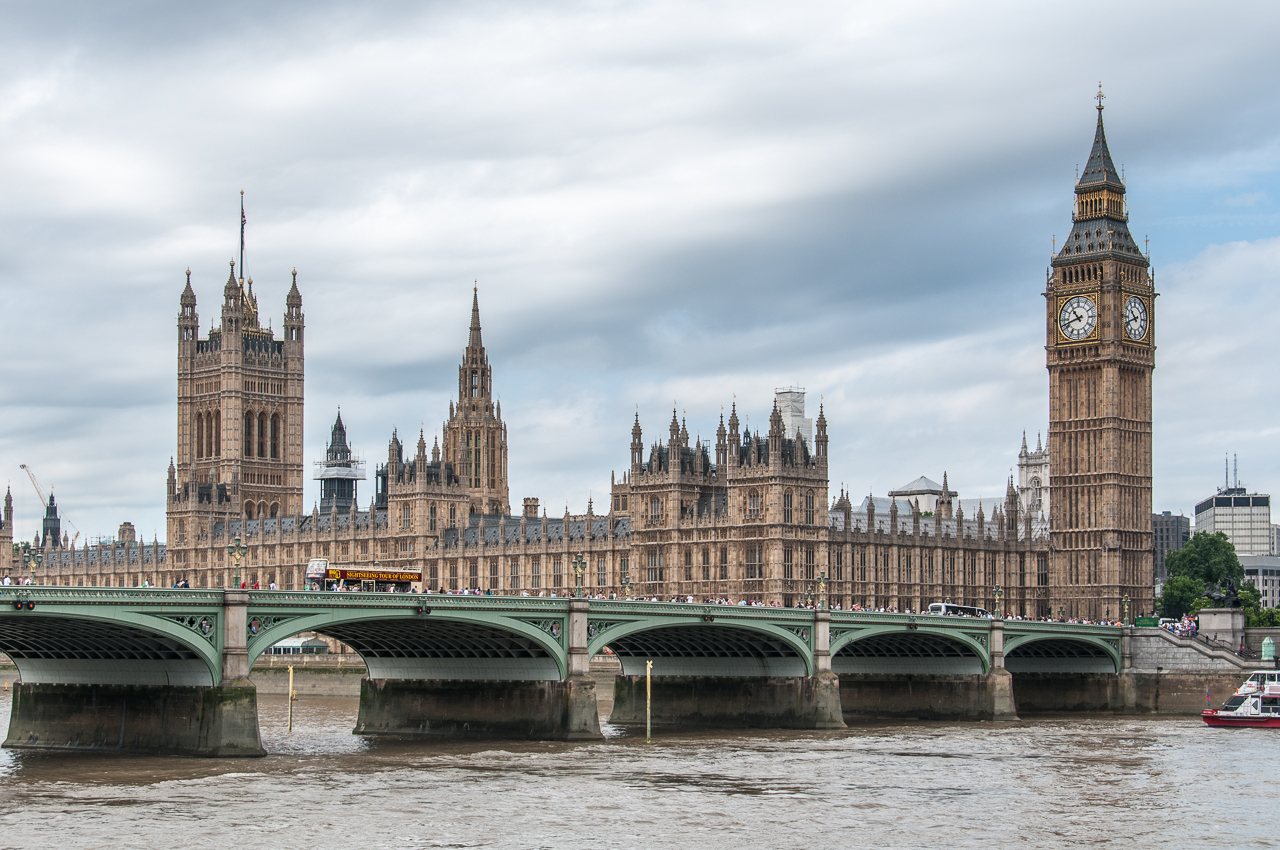
웨스트민스터 브리지와 빅벤，2013년

## 작곡
본 윌리엄스는 많은 사회 활동을 하면서 특히 영국 민요에 관심을 가져 영국 민속 무용 협회와도 관계를 맺는다. 이 단체를 통해서 그는 조지 버터워스(George Butterworth)라는 영국 작곡가를 만나게 되고 그와 함께 민요 채집 활동을 하기도 한다. 이 두 작곡가 역시 상당한 교우 관계를 유지했는데, 바로 이 버터워스가 〈교향곡 2번 '런던'〉을 써보라고 본 윌리엄스에게 권했다. 〈교향곡 1번 '바다'〉의 성공 이후 본 윌리엄스는 조지 버터워스의 격려에 힘입어 텍스트에 기반하지 않는 교향곡을 썼고, 그 결과 특별한 표제를 따르지 않은, 런던의 본질을 담은 곡이 탄생하게 된다. 버터워스는 이 2번 교향곡과 이 외에도 많은 인연이 있는 작곡가인데 본 윌리엄스가 이 교향곡의 원본 악보를 분실하고 몇몇 부분들만을 가지고 잇을 때 이 작품 전체를 복원하는 데에도 상당히 도움을 주었으며, 초연 때 프로그램 서문을 쓰기도 했다. 그리하여 나중에 본 윌리엄스는 이 작품의 스코어에 버터워스의 이름을 써넣어 그에게 헌정했다. 이 작품의 제목이 묘사적이며 표제적인 내용을 암시하고 있으나, 정작 작곡가 자신은 그러한 의도를 전혀 가지지 않은 것 같다. 그는 이 작품에 대해서 다음과 같이 말하고 있다.
이 교향곡은 제명으로 인해 이 작품을 묘사적인 것으로 받아들일지 모르지만, 그것은 작곡가가 외도한 한 것은 아니다. 이 작품은 오히려 ‘런던인에 의한 교향곡 A Symphony by a Londoner’이라고 부르는 편이 더 적절한 것이다. 런던의 생활이 작곡가의 음악적 표현력을 시험하는 시험대가 되었다고 하더라도, 작품 자체는 ‘절대음악’으로 자족적이어야 한다. 비록 듣는 사람이 이 작품에서 빅벤 또는 웨스트민스터 사원 또는 라벤더를 파는 장사꾼의 외침 소리를 듣는다 하더라도, 그것들은 단지 우연적인 것일 뿐 이 작품의 본질은 아니다.
작곡가 자신의 이와 같은 항변에도 불구하고 이 교향곡은 멘델스존의 〈이탈리아 교향곡〉, 그리고 슈만의 〈라인교향곡〉과 마찬가지로 표제적으로가 아니라 런던의 분위기와 인상들을 듣는 이의 마음 속에 부드럽게 떠올려 준다. 그는 음악이 ‘자기 표현적’이어야 한다고 주장했고 ‘절대적 음악’으로서 존재해야 한다고 믿었다. 그럼에도 이 작품에는 웅장하거나 잔잔한 형상들을 떠올리게 하는 부분이 곳곳에 있다. 넓은 템스 강을 비롯하여 하프의 하모닉스로 표현되는 빅벤의 종소리가 그것인데 모두 매우 독창적이다. 이러한 고요함 속에 알레그로의 새로운 아이디어가 용솟음치며 음울하고 파괴적인 반음계적 주제가 등장한다. 그러나 다시 열렬한 행진곡이 등장하며 곡은 유쾌하게 전개된다. 이것은 느린 악장인 <11월 어느 날 오후 블룸즈버리 광장에서> 전까지 계속된다. 하이든이 이 작품에서 실제 거리의 상인들을 표현하였듯 본 윌리엄스도 라벤더를 파는 상인과 2륜 마차 형태의 택시 등을 표현해 인간미를 더했다. 스케르초에서 하모니카가 등장하는 암시적 음악이 끝나면 이 작품은 쓸쓸한 에필로그 피날레로 끝맺는다. 여기에서 본 윌리엄스는 H.G.웰스의 소설 『토노 번게이』의 마지막 문구 “강이 흐르고, 런던이 흐르고, 영국이 흐른다.”를 표현한다.
이 작품은 본 윌리엄스 초기의 대표작으로 1912년에 착수하여 이듬해에 완성하여 1914년 3월 27일 런던의 퀸즈 홀에서 당시 25세이던 영국의 젊은 지휘자 조프리 토이(Geoffry Toye)의 지휘로 초연을 본다. 그 해 7월에 이 교향곡의 초고를 독일의 젊은 지휘자인 프리츠 부슈(Fritz Busch)에게 우송 도중 분실하게 되자 본 윌리엄스는 버터워드의 도움을 받아 이 작품을 복원한다. 그리하여 버터워드가 제1차 세계대전에서 전사하자 본 윌리엄스는 이 작품을 그의 영전에 바쳤던 것이다. 따라서 이 작품은 1914년에 첫 개작을 보게 되는 셈이다. 그러나 보통 이 개작은 복원으로 보아 개정에 넣지는 않는다. 이 복원판의 초연은 1914년 2월 11일에 행해졌다. 이 때 초연을 맡은 지휘자는 전해 오지 않는다. 그 후 다시 개정하여 1918년 3월 18일에 제1개정판의 초연을 보았고, 제2개정판의 초연은 1920년 5월 4일에 이루어졌으며, 제3개정판은 1933년 개정해 1934년 2월 22일에 런던 필하모닉 오케스트라를 조직했던 토머스 비첨의 지휘로 초연되었고 1953년에 제3개정판의 내용을 바꾸지 않은 채 오식을 바로잡아 개정한 것이 현행판이다.

## 연주시간
- 초판: 총 1시간, 개정판 : 약 45분

## 악기편성
플루트3, 오보에2, 잉글리시 호른, 클라리넷2, 베이스 클라리넷, 바순2, 콘트라바순, 호른4, 트럼펫2, 코넷2, 트롬본3, 튜바, 팀파니, 큰북, 작은북, 트라이앵글, 심벌즈, 탐탐2, 글로켄슈필, 하프2, 현5부

## 구성

### 제1악장
Lento, Allegro risoluto (느리게, 빠르고 쾌할하게). 사장조, 3/2박자. 서주 있는 변형된 소나타 형식. 첼로와 더블베이스가 약음기를 끼고 피아니시모(pp)로 연주되는 서주의 주제를 바탕으로 약음기를 낀 현과 목관이 새벽 같은 부드러운 분위기를 연출한다. 이 주제는 G음상의 5음음계에 기초를 두고 있는 것이다. 피아니시모의 화음이 길게 지속되는 동안 이윽고 하프가 빅벤의 종소리를 모방한 후 갑자기 크레센도로 바뀌어 날까로운 불협화음에 의해 주요부로 진입한다. 주요부 알레그로는 한낮의 런던 시가를 연상케 하는 시끄로운 음향과 세속 음악의 편린이 길게 연주되는 등 풍경 묘사적 성격이 짙다. 현이 연하는 포르티시시모의 구조를 잃지 않음으로써 수직적 음향 자체가 귀에 거슬리는 불협화음을 만들어 내지는 않는다. 그러나 이러한 균형과 떠들썩함, 즉 무질서 속에서 질서를 보여주는 것이 바로 본 윌리엄스의 음악이 가지는 중요한 면모일 것이다. 이에 대해 제2주제는 관에 의해 비교적 단순한 형태로 제시된다. 사실 그의 주제들이 보여주는 짤막함과 단순함은 오히려 동기라고 해야 할 정도로 압축되어 있으면서도 많은 발전의 요소들을 가지고 있다. 발전부에서는 이러한 짤막한 주제 요소들이 교묘하게 융합되어 음악의 흐름을 결정한다. 제1주제와 제2주제 외에 거의 천연덕스러운 선율이 제시되는 바, 이는 런던 시가지의 상인들이 부르는 속요조의 선율 단편이다. 발전부는 약음기를 낀 현을 위주로 하여 제1주제와 제2주제의 요소들을 서로 교묘하게 결합시켜 피아니시모로 연주해 나가는 것으로 구성된다. 다시 부산한 소음이 들려오기 시작하면 재현부가 시작되어 제1주제와 제2주제를 재현하고 점차 활발한 리듬과 음량의 확대를 통해 밝고 웅대한 종결을 유도한다.

### 제2악장
Lento (느리게) 사단조 4/4박자. 코다를 가진 2부 형식. 약음기를 낀 현이 고요한 화음들을 연주하는 동안 잉글리시 호른이 주제를 연주한다. 이 주제의 기본 조성적 윤곽은 사단조이기는 하지만 오히려 선법적 특징을 강하게 드러낸다. 여기에는 미스테리오소(Mistetioso : 신비하게)라는 지시가 붙어 있다. 이 주제가 반복되어 어느 엊도의 발전을 보인 후 리듬감이 강한 음형이 나타난다. 이 음형은 이 악장을 통해서 자주 나타나 경과적 역할을 하는 동시에 통일성을 획득하는 수단이 된다. 이 음형의 발전으로 제1부를 마치고, 비올라 독주에 의해 새로운 주제가 E단조의 조성안에서 역시 선법적 틍징을 가지고 연주됨으로써 제2부가 시작된다. 그 후 본 윌리엄스가 언급하는 바의 ‘라벤더를 파는 장사꾼의 외침 소리’가 들리고 아파시오나토(Appassinato: 열정적으로)악구가 이어진다. 계속하여 여지껏의 주제들이 다양한 방식으로 다루어져 마치 발전부 같은 인상을 보이다가 코다로 진입한다. 코다는 약간 떠들썩한 도시의 활기찬 저녁 한때를 묘사하는 듯하다가는 시간이 지날수록 점차 고요해지면서 악장을 마친다.

### 제3악장
Scherzo (Nocturne). Allegro Vivace (스케르초(야상곡). 매우 빠르게) 세레나데 6/8박자. 세레나데라면 흔히 선율적인 서정적 음악을 연상하기 쉬우나, 이 악장은 급속한 리듬으로 다양한 악기가 이어짐으로써, 중심 주제라고 지적할 만한 것을 발견할 수도 없으리만치 오히려 기괴한 인상을 주는 악장이다. 이러한 스케르초의 주요부를 지나 제1트리오에서는 세속적 느낌의 선율적인 느낌을 반복하여 스케르초와의 대조를 이룬다. 이어 스케르초 부분이 축소되어 재현되고 템포를 약간 늦추어 제2트리오로 들어간다. 제2트리오도 약간 거친 인상을 주고는 정형적인 스케르초의 반복 대신 코다로 이어져서 악장을 마친다.

### 제4악장
Finale Epilogue. Andante con moto, Maestoso alla marcia (피날레 에필로그. 안단테보다 조금 빠르게, 장엄하고 행진곡풍으로) 4/4박자. 에필로그가 있는 3부 형식. 이 악장은 런던의 실업자들을 묘사한 것이라고 말해진다. 잛은 도입에 이어 실업자들의 행진곡이 마에스토소(Maestoso)의 피아노(p)로 나타나 중추적 역할은 한다. 이 행진곡의 반복에 이어 템포가 빨라져 불협화음적 악구가 나타난다. 이 악구는 ‘낙우된 사람들이 바라보는 런던’을 묘사한 것이라고 한다. 그 후 조용한 분위기의 에피소드가 나타나서 목관으로 반복되어 중간부를 이룬다. 다시 행진곡이 재현되어 제3부를 이루고는 빅벤의 종소리에 이어 에필로그가 시작된다. 이 에필로그의 소재는 1악장의 서주를 이용한 것이다.

## 참고 문헌
- 《교향곡》 음악도서, 삼호출판사(명곡해설편찬위원회: 김방헌, 김정덕, 민경찬, 전지호)
- 죽기 전에 꼭 들어야 할 클래식 1001, 매튜 라이 외 공저, 2009. 6. 1., 마로니에북스